# تاکسی (ترانه جو یو ری)
«تاکسی» (انگلیسی: Taxi) ترانه‌ای از خواننده اهل کره جنوبی، جو یو ری برای دومین آلبوم چندآهنگه او به نام لاو آل است. این ترانه به عنوان تک‌آهنگ آغازین این آلبوم در ۹ اوت ۲۰۲۳ منتشر شد.

## جدول‌های موسیقی
| جدول (۲۰۲۳)             | بالاترین جایگاه |
| ----------------------- | --------------- |
| دانلود کره جنوبی (سرکل) | ۲۴              |
| کره جنوبی بی‌جی‌ام (سرکل) | ۱۰۰             |

## تاریخچه انتشار
| منطقه | تاریخ      | فرمت                  | ناشر                |
| ----- | ---------- | --------------------- | ------------------- |
| مختلف | ۹ اوت ۲۰۲۳ | دانلود دیجیتال استریم | ویک‌وان استون میوزیک |